# Dame (schaken)
De dame of koningin (symbool: ♕,♛; Engels: Queen) is een van de zes verschillende stukken van het schaakspel.

## Beginpositie
De witte dame staat in de beginstelling op het witte veld d1, de zwarte dame op het zwarte veld d8. Een geheugensteuntje om te onthouden waar de koning en dame (koningin) in de beginstelling moeten staan is daarom: dame bekent kleur of koningin kiest kleur.

## Loop van de dame
De dame heeft de meeste bewegingsvrijheid van alle schaakstukken. Ze kan zowel diagonaal als horizontaal en verticaal zo ver als gewenst verplaatst worden. Een dame kan zich bijgevolg als een loper of als een toren bewegen.
- Staat de dame aan de rand van het bord, dan bestrijkt ze 21 velden.
- Staat ze in een van de vier centrumvelden, dan heeft ze het grootste bereik van alle stukken, namelijk 27 van de 64 velden, ruim 42% van het schaakbord.

## Sterkte
De dame is verreweg het sterkste schaakstuk. Traditioneel wordt aan de dame een (relatieve) waarde van negen punten toegekend, dus negen keer zo sterk als een pion. Dit hangt echter erg af van de stelling. Twee torens zijn in het algemeen iets sterker dan een dame, mits ze goed samenwerken en de overige stukken kunnen verdedigen.
Haar grootste kracht ligt in de aanval (matzetten) en in het eindspel, door haar bewegingsvrijheid. In de opening kan de dame beter wat achterblijven, omdat de tegenstander anders tempi kan winnen door haar met stukken aan te vallen.
Een offer van de dame is wellicht een van de spectaculairste offers, juist door haar hoge waarde in het schaakspel.

## Naam van het stuk
De dame heet in de Indische, Perzische en Arabische versie van het schaakspel (chaturanga) farzin, "grootvizier", de hoogste functionaris naast de koning. Dat woord is in de middeleeuwen in Frankrijk verbasterd tot vierge, maagd. Daaruit is vervolgens de Nederlandse benaming dame voortgekomen.
In het Nederlands was lange tijd de naam koningin het meest gebruikelijk voor het stuk, en deze benaming komt nog steeds voor. Het WNT van 1940 geeft voor het eerst ook "dame", "in aansluiting bij het internationaal gebruik". De naam "dame" is identiek aan de benaming in het Duits en het Frans. In het Engels is de naam van het stuk echter queen (koningin). De naam "dame" heeft echter een belangrijk praktisch voordeel bij de notitie, daar de letter K al voor koning staat. De letter D wordt daarom in de notitie steevast gebruikt voor een zet met de dame.
De oude naam "farzin" is ook nog bewaard in het woord ferz, de Russische benaming van de dame.

## Geschiedenis
Het schaakstuk dat tegenwoordig de dame is, heeft van alle schaakstukken in de loop der tijd de grootste transformatie ondergaan. Het stuk begon als "vizier" in de 6e eeuw in India en was tijdens de daaropvolgende eeuwen als zodanig bekend in het Perzische Rijk en de Arabische culturen. Het schaakspel werd door de Moren via Spanje in Europa geïntroduceerd. Stukken als de olifant en de vizier waren destijds onbekende termen in de westerse wereld. Onbekende stukken kregen zodoende een naam waarmee men zich beter kon identificeren, waarbij de vizier werd omgevormd tot de dame of koningin. Dat was voor die tijd een zeer geschikte aanpassing, omdat de Koningin toen in veel koninkrijken nadrukkelijk haar man de Koning terzijde stond in daad en advies.
De transformatie van een mannelijke raadgever naar een koningin, na 1475, ging gepaard met uitbreiding van bewegingsvrijheid.
De koning en de koningin/dame waren vaak een monarchale twee-eenheid en een toonbeeld van echtelijk management. Dit beeld werd ook gerepresenteerd door de pionnen, die lange tijd niet tot dame mochten promoveren zolang de oorspronkelijke dame nog op het bord stond. Het was namelijk ongepast om te suggereren dat de koning een tweede vrouw tot zich zou nemen.
De dame had weliswaar ook toen al meer bewegingsvrijheid dan de koning (drie velden diagonaal), maar het verschil was kleiner dan nu. De bewegingsvrijheid zoals ze die heeft in het moderne schaken werd pas in de 15e eeuw verkregen. Hoewel er geen sluitend bewijs is over het hoe en waarom de dame in de 15e eeuw die macht kreeg, vermoeden schaakhistorici dat er een verband is met de enorme macht die vrouwelijke monarchen – en dan met name Isabella van Castilië – in die tussenperiode hebben verkregen.